# Amédée Gordini
Pour les articles homonymes, voir Gordini (patronyme).
Amédée Gordini, né Amedeo Gordini le 23 juin 1899 à Bazzano, Italie, et mort le 25 mai 1979 à Louveciennes, et surnommé « Le sorcier », est un constructeur automobile italien, naturalisé français dans les années 1950. Il a exercé les fonctions de mécanicien, de pilote, de préparateur et de constructeur d'automobiles de course avec Fiat et Simca avant de fonder sa marque, Gordini, pour terminer sa carrière avec Renault.

## Biographie
Amédée Gordini est fasciné tout jeune par la mécanique, mais aussi par la France où il imagine travailler sur les automobiles. Dès lors, il émigre et trouve un emploi au garage Gasparetto, à Suresnes, puis au garage Cattaneo, à Saint-Cloud, dans la proche banlieue de Paris.

### Gordini et Simca

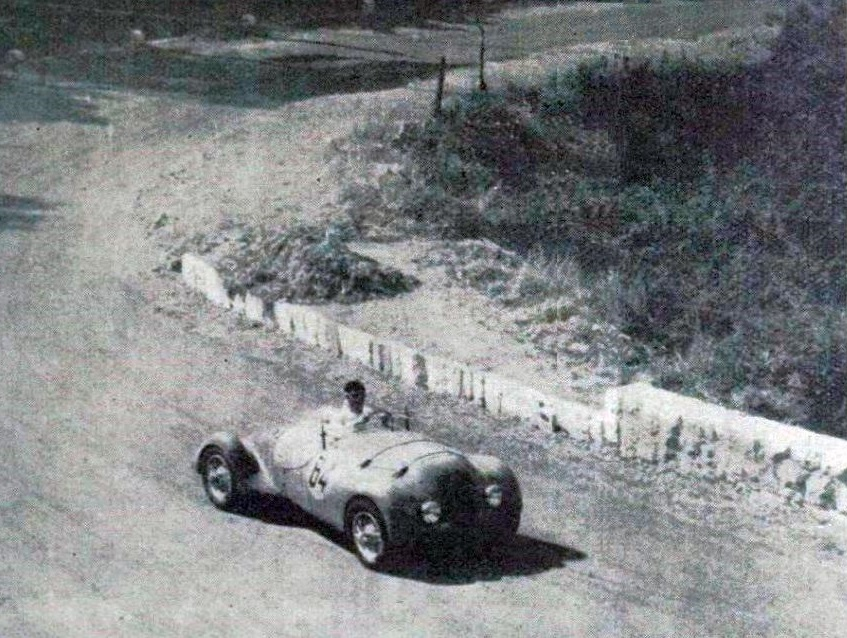
Amédée Gordini dans la Côte de La Turbie au virage de l'Observatoire, lors de son Critérium Paris-Nice victorieux de 1938.

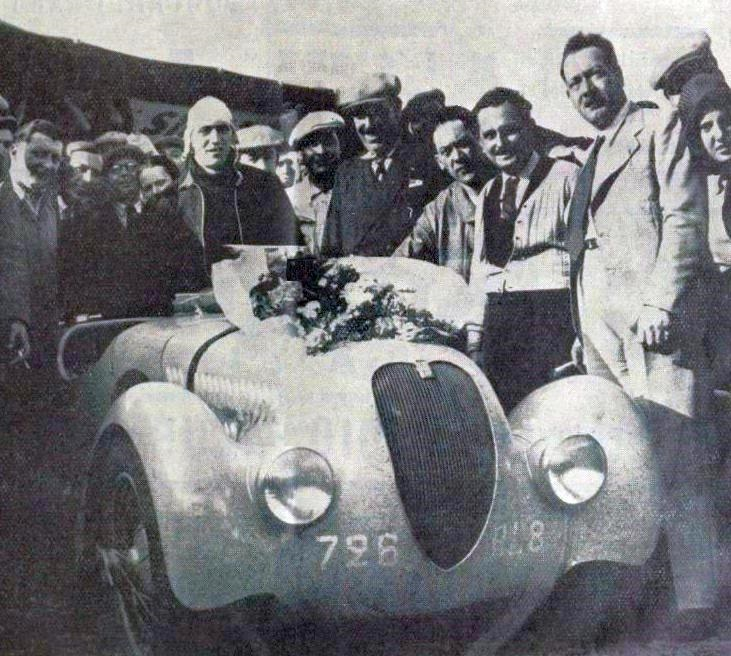
Amédée Gordini vainqueur du Bol d'Or automobile 1938, sur Simca T8.

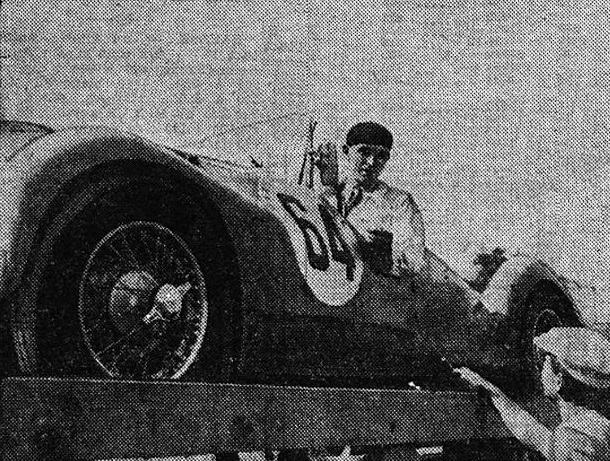
Amédée Gordini et sa Simca 8, au circuit de la Baule en août 1938.

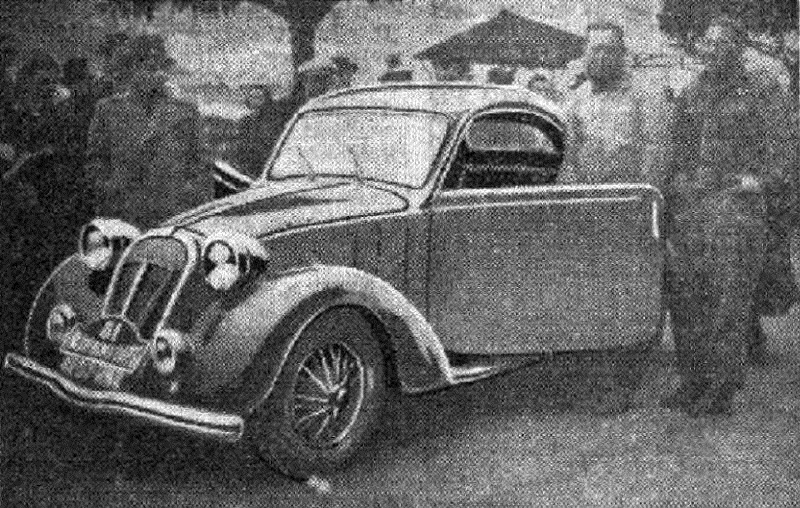
Amédée Gordini et José Scaron, sur coupé Simca-8 au Rallye Monte Carlo 1939 (vainqueurs de la deuxième catégorie).

Au milieu des années trente, il entreprend d’améliorer les mécaniques des Fiat françaises, fabriquées sous licence par Simca et dénommées « Simca-Fiat » puis Simca. De réglages en transformations, il métamorphose leurs moteurs et parvient même à transformer les Simca 5 et Simca 8 en voitures de course, en vue des 24 Heures du Mans. Il participe lui-même à l'épreuve mancelle en 1935 (avec l'italien Carlo Nazarro sur Fiat 508S Balilla Sport), 1937 (désormais l'écurie est à son nom), 1938 et 1939.
Après la Seconde Guerre mondiale, Amédée Gordini envisage de construire ses propres modèles d'autos. Dans le sillage de la reconstruction de l'industrie automobile française, il décide d'élaborer des monoplaces de compétition en utilisant des composants d'origine Simca. Sa première création voit le jour en 1946, dans un atelier du boulevard Victor, près de la porte de Versailles, à Paris. En 1947, il modifie un moteur en augmentant la cylindrée qui passe à 1 220 cm3, et l'année suivante, à 1 430 cm3. La parenté avec la Simca 8 reste toujours lisible au-delà des formes fuselées de la machine. Gordini remporte les premières éditions du Bol d'or automobile après guerre, en 1947 (Cayla), 1948 (José Scaron sur TMM à châssis tubulaire et conduite centrale, première du genre chez le constructeur), 1949 (Robert Manzon sur Coupé 1,1 L) et 1951 (encore Scaron, cette fois sur 1,5 L).
En 1950, année de création du championnat du monde des conducteurs, Gordini se lance dans l'aventure car il dispose d'un bloc moteur capable d'accéder à la Formule 1, la réglementation limitant la cylindrée à 4 500 cm3 sans compresseur ou 1 500 cm3  avec compresseur. Gordini monte sur son bloc 1 430 cm3 un compresseur Wade à simple étage tournant à 10 000 tr/min, une fois et demie plus vite que le moteur. L'embase du bloc Simca à trois paliers, et les soupapes en particulier, s'avèrent naturellement fragiles lorsqu'elles se trouvent sollicitées par la suralimentation. Le châssis a une apparence plutôt frêle avec son cadre à fins longerons et sa suspension avant de série. Ces handicaps constituent cependant un avantage, puisque la Simca est plus légère que toutes ses rivales de Grands Prix. La monoplace est utilisée en Formule 1 et Formule 2, comme la HWM de Stirling Moss.
Les petites et fragiles Simca parviennent parfois à jouer les trouble-fêtes, Robert Manzon prenant la quatrième place du Grand Prix de l'Automobile Club de France. Son fils Aldo Gordini termine second de la deuxième édition du Grand Prix de Cadours en 1950, remporté par Simca-Gordini en 1951, 1953 et 1954, en Formule 2.

### Gordini indépendant
En 1951, Amédée Gordini dispose d'un nouveau moteur qui ne doit plus rien au groupe Simca. Le bloc comporte un vilebrequin à cinq paliers, arbore des cotes rigoureusement carrées (78 × 78 mm) et est coiffé d'une culasse à double arbre à cames en tête. Le châssis ultra-léger, demeure pratiquement inchangé. Tout au long de la saison 1951, Gordini jongle entre la Formule 1 et la Formule 2. Les mécaniciens passent jours et nuits à monter et démonter les compresseurs pour s'adapter à l'une ou l'autre catégorie. Les hommes et le matériel organisés en « cellule artisanale avec peu de moyens » arrivent sur les circuits épuisés et mal préparés. En outre, Gordini s'entête à participer aussi aux 24 Heures du Mans et n'obtient de réussite dans aucun des domaines. Le patron de Simca s'impatiente et lui retire son soutien à la fin de la saison 1951. La seule victoire de Simca-Gordini est obtenue par Maurice Trintignant au Grand Prix d'Albi, disputé hors-championnat.
Durant l'hiver suivant, Gordini se retrouve pratiquement ruiné. Il dessine toutefois un moteur satisfaisant aux normes de la Formule 2, catégorie selon laquelle doit alors se disputer le championnat du monde en 1952 et 1953. Le six-cylindres de deux litres a toujours des cotes carrées (75 × 75 mm) et dispose désormais d'un carter sec. L'atout majeur de la Gordini réside dans son rapport poids-puissance : 155 chevaux pour 450 kg. Après un galop d'essai à Marseille, la première manche du championnat du monde se déroule en Suisse. tandis qu'une seule voiture est convoyée pour la première séance d'essais, les mécaniciens, à Paris, s'affairent sur la seconde voiture. Comme le seul moyen d'arriver à temps pour se qualifier est de rejoindre le circuit par la route, on appose une fausse plaque d'immatriculation sur la monoplace que Jean Behra pilote jusqu'à Berne en se faufilant au milieu de la circulation. Behra arrive à temps pour prendre le départ du Grand Prix de Suisse et se classe troisième.
En juin 1952, au Grand Prix de la Marne, course hors-championnat qui se dispute sur le circuit de Reims, Jean Behra s'impose devant les Ferrari 500 de Giuseppe Farina et Alberto Ascari.
En 1954, avec le retour de la cylindrée fixée à 2,5 litres en Formule 1, Gordini développe une monoplace entièrement nouvelle qui dispose d'un moteur à huit cylindres associé à une boîte de vitesses à cinq rapports et d'une suspension à quatre roues indépendantes. Gordini s'entête jusqu'à la fin de saison 1956. Il jette définitivement l'éponge après le Grand Prix de Naples en 1957 et abandonne même ses participations aux 24 Heures du Mans où il était présent depuis 1949. Ses meilleurs résultats dans cette épreuve restent les sixièmes places de 1953 et 1954.

### Gordini et Renault

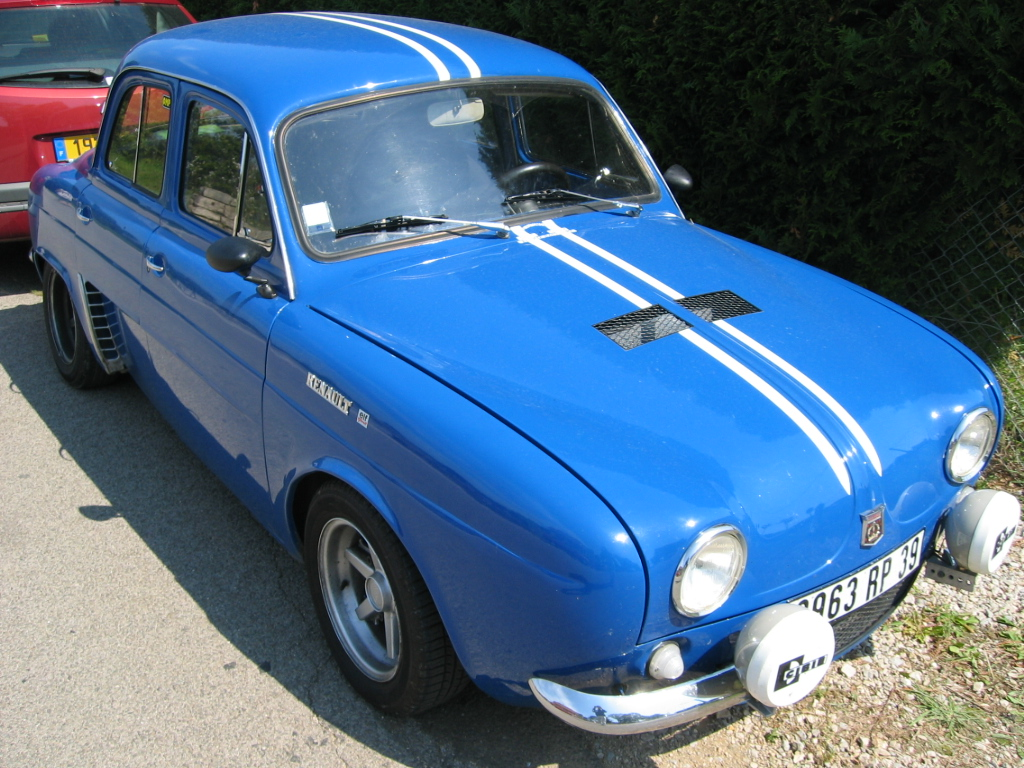
Renault Ondine Gordini.

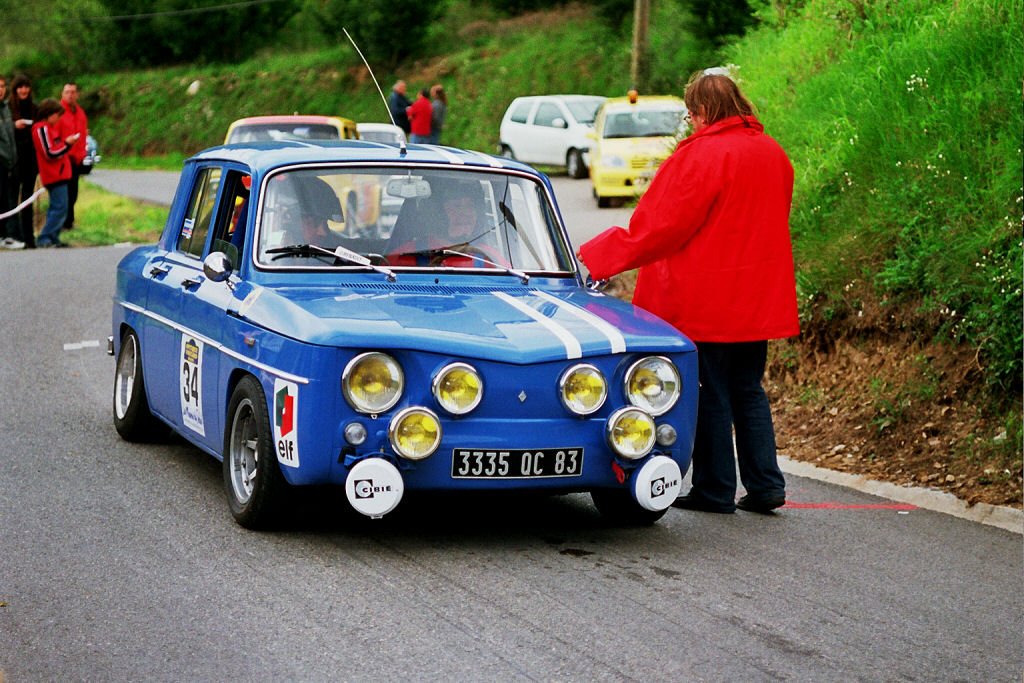
R8 Gordini.

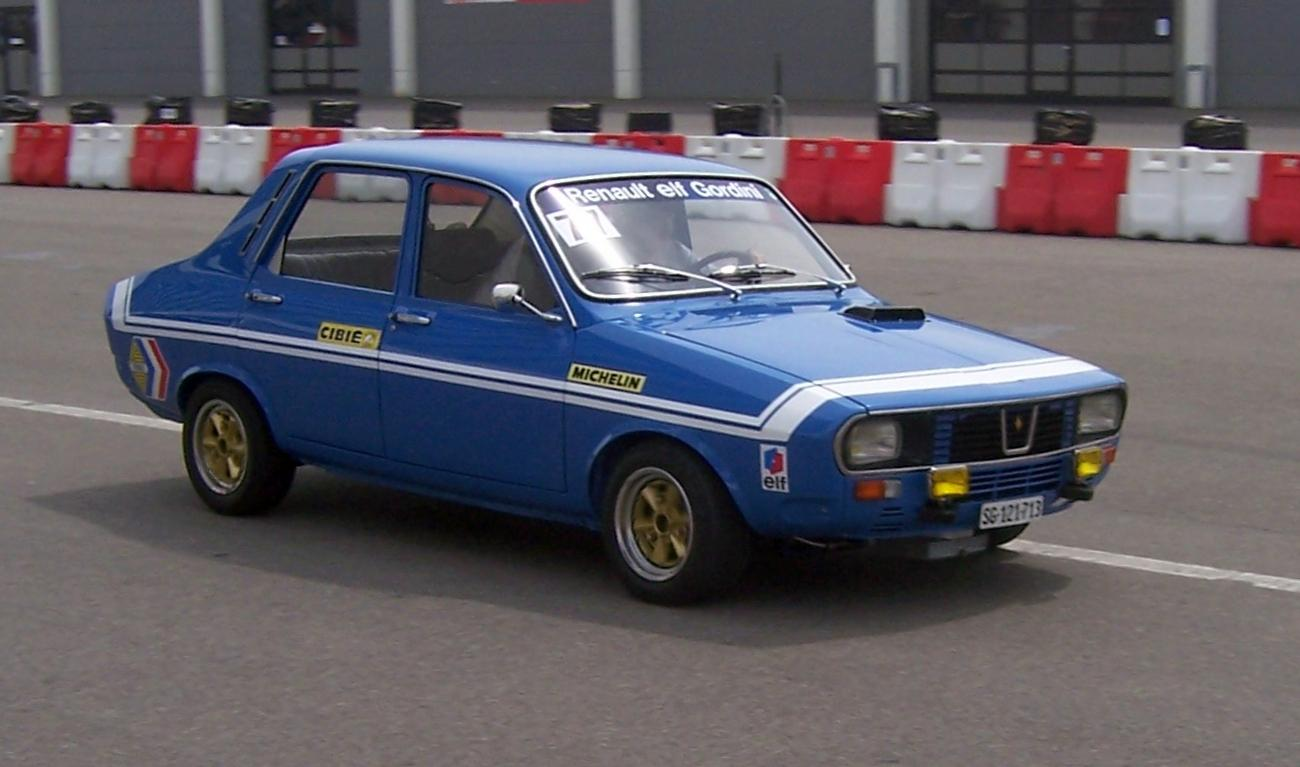
R12 Gordini.

En 1956, à 57 ans, Amédée Gordini songe à sa reconversion et rencontre Pierre Dreyfus, le patron de la Régie Renault. La Dauphine Gordini apparaît en septembre 1957 et est suivie des R8 Gordini de 1964 à 1970, des R12 Gordini de 1970 à 1974 puis des R17 Gordini de 1975 à 1978. Au Royaume-Uni la R5 Alpine s'appelle « R5 Gordini ».
Les Alpine Renault des 24 Heures du Mans sont animées avec succès par des moteurs Renault-Gordini.

### Dernières années

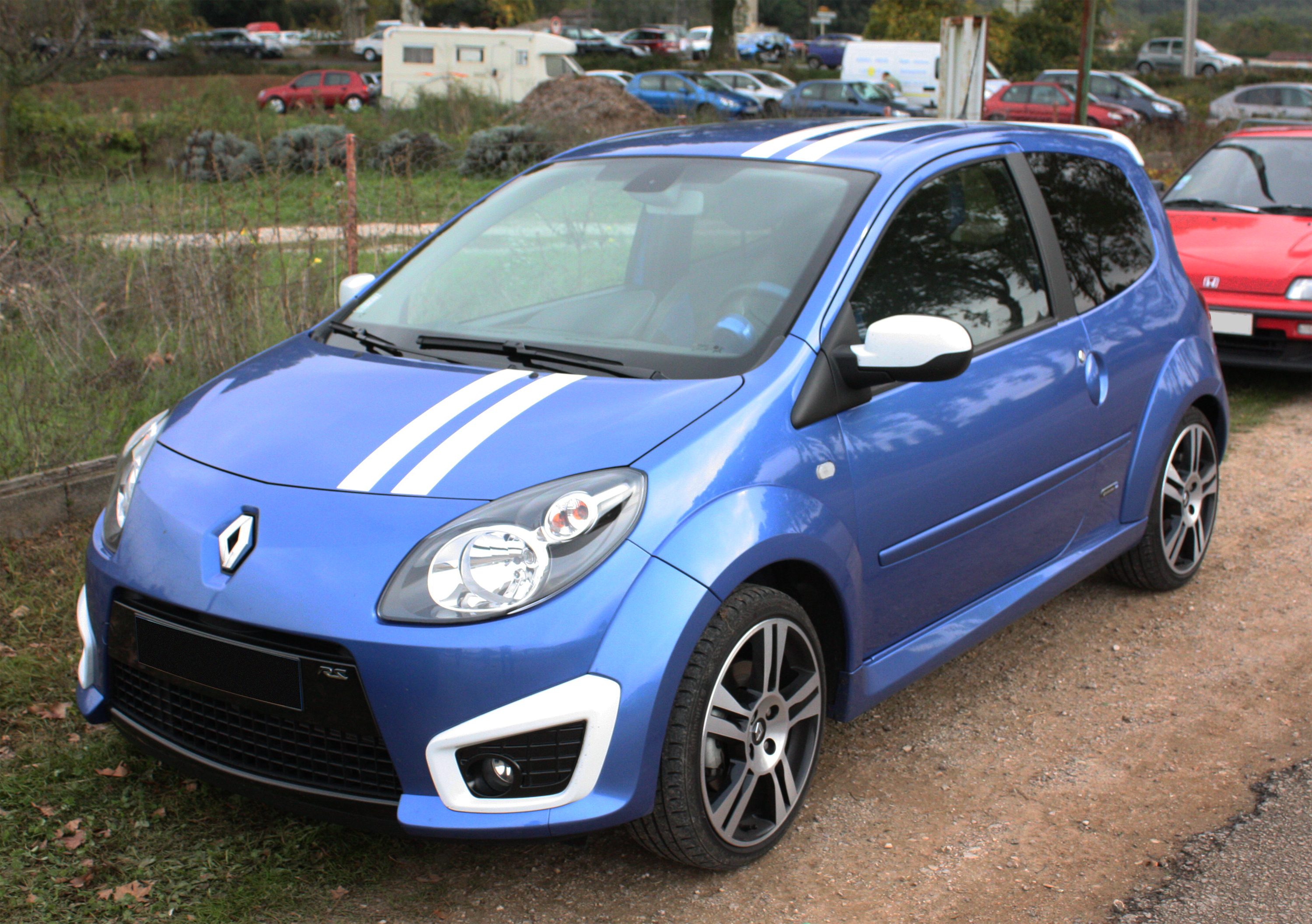
La Twingo Gordini (série limitée).

À 75 ans, Amédée Gordini prend du recul et s'isole dans son atelier du boulevard Victor à Paris. Il meurt le 25 mai 1979.

## Postérité
- La place Amédée-Gordini, près de la porte de Versailles à Paris, porte son nom depuis 1999.
- Un lycée professionnel situé à Seynod (Haute-Savoie) porte son nom[2].
- En décembre 2023, la station éponyme Amédée Gordini est inaugurée sur la ligne 12 de tramway d’Île-de-France, en face de l’usine Alpine F1 Team qui porte également son nom, à Viry-Châtillon[3].

## Décorations et distinctions
- Officier de la Légion d'honneur
- Il fut lauréat du prix Henri-Deutsch-de-la-Meurthe de l'Académie des sports en 1952, récompensant un fait sportif pouvant « entraîner un progrès matériel, scientifique ou moral pour l’humanité ».
- Médaille d'honneur de l'éducation physique et des sports, échelon or (1954)[4].

## Palmarès

### Palmarès de pilote d'Amedeo Gordini
- 1935 :
  - Circuit d'Orléans Sport catégorie moins de 1 100 cm3 (roadster Fiat 508 S Balilla prototype)
  - Grand Prix de Lorraine Sport (id.)
  - Grand Prix de la Marne Sport, catégorie tourisme en moins de 1 500 cm3 (id.)
  - Course de Miramas (id.)
- 1936 :
  - Coupe de Provence (toujours Fiat 508 S Balilla)
  - Bol d'or automobile (id.)
  - Vainqueur de la catégorie 1,1 L aux 24 Heures de Spa avec Jacques Blot (id.)
  - Participation au Grand Prix automobile de France (id.)
- 1938 :
  - Grand Critérium international de tourisme Paris-Nice (Simca)[5],[6]
  - Vainqueur de la catégorie 1,1 L aux 24 Heures de Spa avec José Scaron (Simca 8)
  - Bol d'or automobile (Simca T8)[7]
- 1939 :
  - Vainqueur de catégorie 2 (1,5 L.) au Rallye Monte-Carlo avec José Scaron, sur coupé Simca-8
  - Vainqueur de la catégorie 1,1 L ainsi qu'au rendement aux 24 Heures du Mans avec José Scaron (10e au général; deuxièmes Guy Lapchin et Charles Plantivaux (13e), tous pilotes de l'écurie Gordini)
  - Vainqueur de la Coupe de la Commission sportive de l'A.G.A.C.I. à Montlhéry sur Simca-8
  - Vainqueur de la Coupe de Paris catégorie 1,1 L devant Molinari, tous deux sur Simca
  - Vainqueur du Rallye Olazur 1939, sur Simca-8[8]
- 1945 :
  - Coupe de Paris, en catégorie 1,5 L (sur Simca 8)
- 1946 :
  - Ier Coupe de L'Entr'aide Française, compétition de Formule 2 organisée sur l'avenue du Prado à Marseille (sur Simca-Gordini T11)

### Palmarès de Gordini

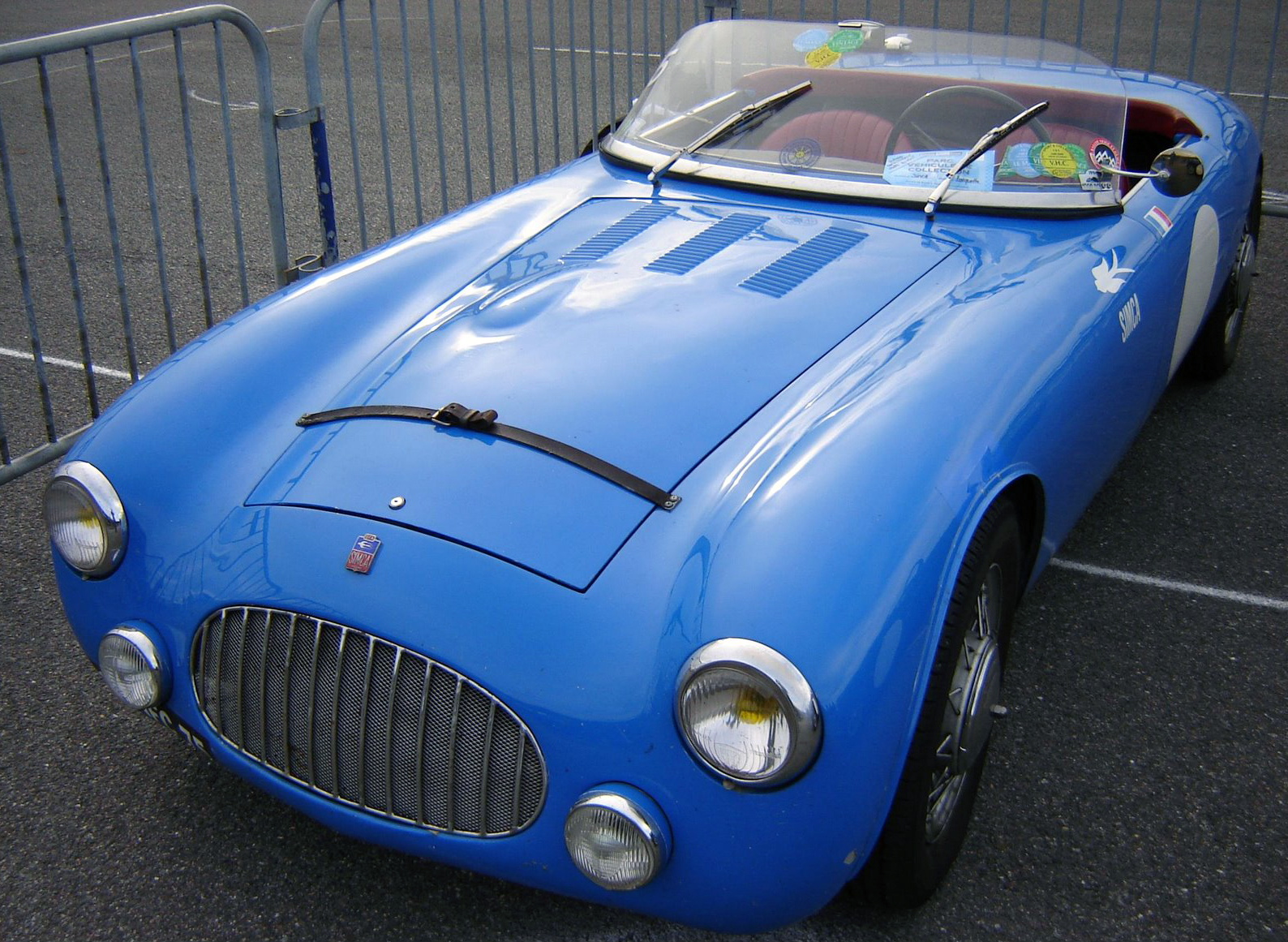
Barquette Simca 8 Gordini.

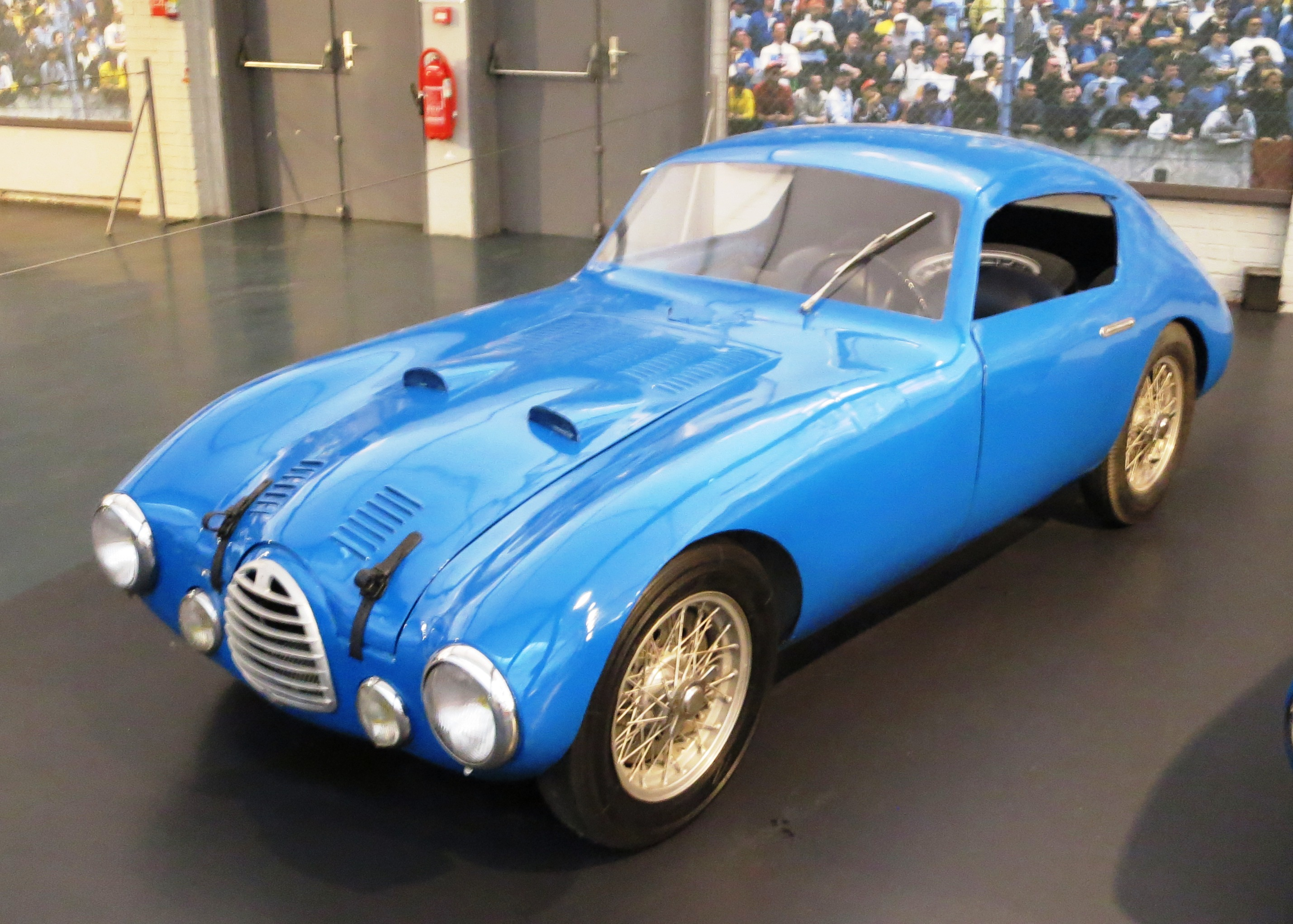
Gordini Type 15 Sport 1.5 L. de 1950.

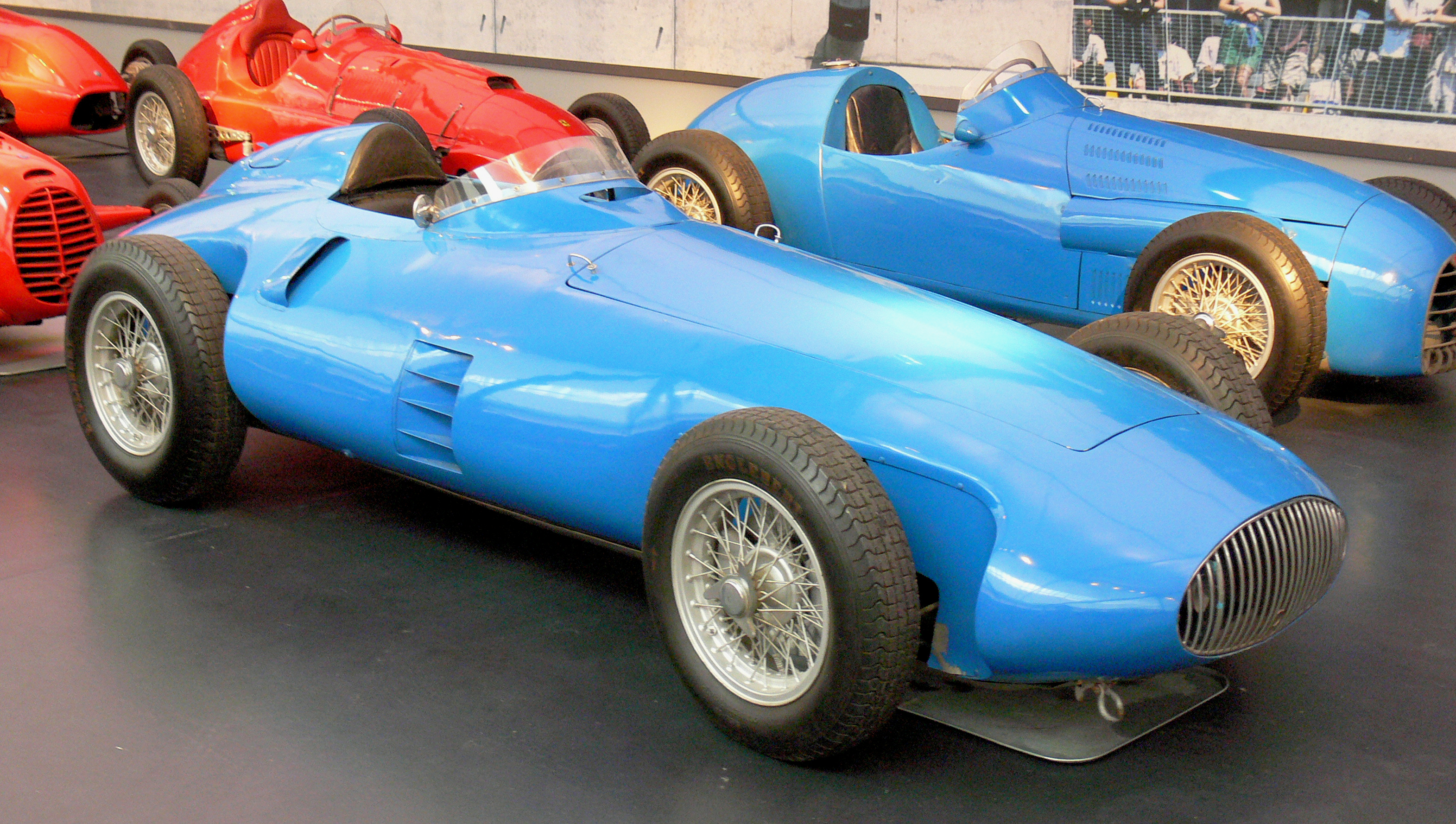
Gordini F1 Type 32, et Gordini Type 16.

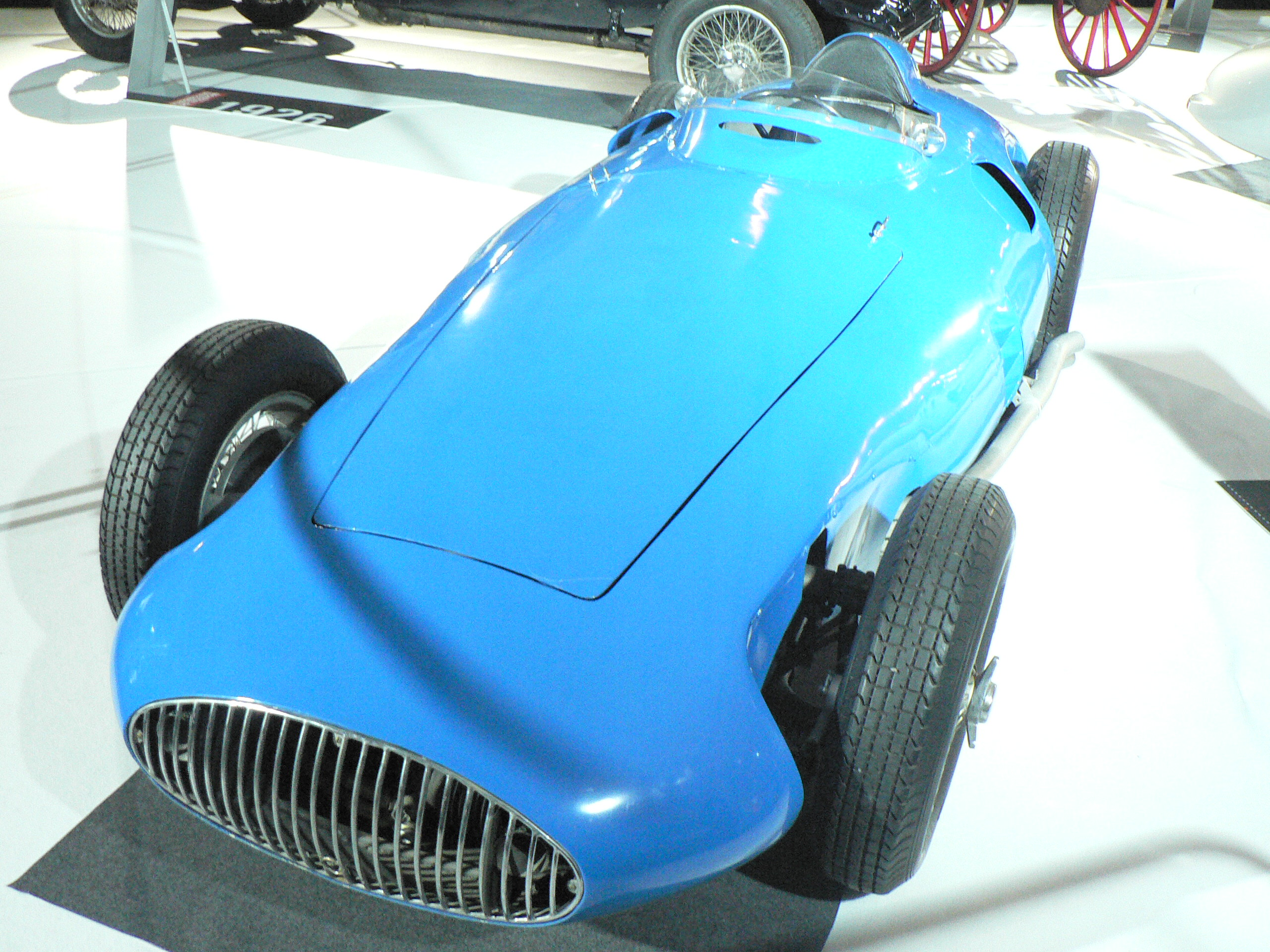
Autre Gordini F1 Type 32.

#### Victoires en Grand Prix (1946-1956)
- Ire Coupe de L'Entr'aide française 1946 (F2)
- Grand Prix automobile de Rosario 1948 (T15)
- Grand Prix automobile du Roussillon 1948 (T15)
- 2e Grand Prix de Genève 1948 (F2 - T11)
- 3e Circuit des Remparts 1948 (T15)
- Grand Prix automobile de Marseille 1949 (T15)
- 4e Circuit des Remparts 1949 (T11)
- 3e Grand Prix de Genève 1950 (F2 - T15)
- Grand Prix automobile d'Albi 1951 (T15)
- Grand Prix des Frontières 1951 (F2 - T11)
- 3e Circuit de Cadours 1951 (F2 - T15)
- Grand Prix de la Marne 1952 (F2)
- Grand Prix de Caen 1952 (F2)
- 4e Circuit du Lac 1952 (F2 - T16)
- Grand Prix des Frontières 1953 (F2 - T16)
- 5e Circuit de Cadours 1953 (F2 - T16)
- Grand Prix de Pau 1954 (T16)
- 6e Circuit de Cadours 1954 (F2 - T16)
- Grand Prix de Naples 1956 (T16)

#### Victoires en Grand Prix Sport (1949-1956)
- Grand Prix de Brno 1949 (T15S)[9] ;
- Grand Prix de Madrid 1949 (TMM) ;
- Grand Prix d'Agadir 1953 (T15S) ;
- Circuit de Marrakech 1953 (T15S) ;
- Grand Prix de Pergusa 1953 (T15S) ;
- Grand Prix de Picardie 1954 (T15S) ;
- Wakefield Trophy 1954 (Formula Libre-T15S) ;
- Grand Prix de Pergusa 1954 (T23S) ;
- Grand Prix de Pescara 1956 (T15S).

#### Coupes de Montlhéry
- Coupes du Salon 1952 et 1953 (T15S), 1954 (T24S) ;
- Coupes de Vitesse 1953 et 1955 (T15S), 1956 (T24S) ;
- Coupe de Paris 1955 (T16) ;
- Coupe d'Automne 1956 (GP).

#### Victoires aux 24 Heures du Mans
- Première apparition en 1935 (écuries Amédée Gordini & Anne-Cécile Rose-Itier -18e sur Fiat Balilla 508 Sport-, et Amédée & Aimé Gordini) ;
- 1937 : catégorie 0,75 L (Jean Viale / Albert Alin, 17e au général sur Simca 5) ;
- 1938 : catégorie 0,75 L (Maurice Aimé / Charles Plantivaux, 14e au général sur Simca 5) ;
- 1939 : catégorie 1,1 L (Scaron / Gordini, 10e au général sur Simca 8) ;
  - 2e de catégorie 1,1 L en 1949 (Norbert Jean Mahé / Roger Crovetto, 14e au général sur Simca 8) ;
  - participation de Juan Manuel Fangio et José Froilán González en 1950 (sur Simca-Gordini T15S) ;
- 1953 : catégorie 3 L (Maurice Trintignant / Harry Schell, 6e au général sur T24S) ;
- 1954 : catégorie 3 L (André Guelfi / Jacques Pollet, 6e au général sur T15) ;
- Dernière apparition en 1957, avec deux équipages ;
- José Scaron a disputé ses sept courses aux 24 Heures du Mans pour l'équipe Gordini, entre 1938 et 1952. Jean Behra en a effectué cinq de 1950 à 1954.

#### Victoires aux 24 Heures de Spa
- 1936 : catégorie 1,1 L (Gordini / Blot, sur Fiat 508S Balilla) ;
- 1938 : catégorie 1,1 L (Gordini / Scaron, sur Simca 8) ;
- 1948 : catégorie 1,5 L (Scaron / Pierre Veyron, sur Simca Gordini TMM).